# Абернатіїт
Абернатії́т — водний ураноарсенат калію. Знайдений у 1956 році в копальні Фюємроль у штаті Юта в США. Названий на честь мінералога-аматора Джесса Абернеті.

## Загальний опис
Склад: K[UO2][AsO4]2·nH2O. Містить К2О — 9,0 %; UO3 — 55,0 %; As2O5 — 22,2 %; n = 3—4; при n = 3 H2O — 13,8 %. Сингонія тетрагональна.